# 佳藝電視
香港佳藝電視（英語：Commercial Television），簡稱佳視、CTV，是香港第三間免費商營電視台，1975年9月7日下午6時正啟播，1978年8月22日結業停播。

## 歷史

### 開台及發展
1973年，根據廣播發展工作小組的建議，港英政府決定增加兩間無線廣播電視台，並在同年2月邀請有興趣的投資者參與競投，最後中文電視台有兩個競投者，而麗的電視為中英文電視台牌照唯一的競投者。同年8月10日，港英政府發出兩個無線廣播電視的經營權，佳藝電視以「商業電台電視部」名義獲得「中文電視台」經營權，麗的電視亦獲得新的「中英文電視台」經營權：這意味著佳藝電視跟其他兩間電視台（無綫電視及麗的電視）不同，佳視只可以開設一個中文（粵語）頻道，而另兩台則開設中文及英文頻道各一。
1975年春季，商業電視正式更名為佳藝電視；同年3月17日至7月15日，佳藝電視委託光啟文教視聽節目服務社舉辦節目製作人員訓練班，參加人數27人；這一年，中國電視公司節目部經理翁炳榮協助佳藝電視的創建。
佳藝電視的台徽是以六個成120度角之線條所組成的環狀六角形，代表儒家六藝「禮、樂、射、御、書、數」（而「御書數」被嘲成香港粵語俚語「預輸數」，意為「預料會失敗」）；無獨有偶，六角形亦正好代表佳視的六個主要股東：商業電台、林炳炎家族、怡和洋行、《星島日報》、《華僑日報》及《工商日報》。在佳視創台的六個股東當中，商業電台擁有最大的主導權，故由商台董事長何世義（即何佐芝）兼任佳視總經理（《工商日報》東主何世禮為其異母兄）；直到1976年林炳炎家族入股，則改由林秀峰出任佳視總經理。商業電台更一度創辦「佳視足球隊」為佳視做勢，其後卻因佳視結業而作罷；當時任職商業電台的伍晃榮曾為該足球隊的領隊。
佳視總部「佳藝電視大廈」位於九龍塘廣播道1號A，今「香港電台電視大廈」。佳視啟播後，廣播道所在的小山丘集結了香港五間電子傳媒的總部，因此被稱為「五台山」。
值得一提的是，當年佳藝電視一推出《射鵰英雄傳》，就轟動全港；而俏麗可人的米雪因為演活了黄蓉，旋即成為炙手可熱的女星，片約不絕。而當時麗的電視與無綫電視都爭相邀請米雪拍劇；最後由於無綫電視出價極高，邀得米雪拍《絕代雙驕》。

### 七月攻勢

佳視於1978年7月發動「七月佳視」宣傳攻勢

1978年初，佳視以高薪羅致無綫電視助理總經理周梁淑怡及其多名主要下屬，包括葉潔馨、劉天賜、盧國沾、林旭華、石少鳴，他們被統稱 「佳視六君子」。佳視又以高成本招請原任職於無綫電視的幕前及幕後人員效力，使全台職員人數由1978年初的約600人增加至800多人。
周梁淑怡於1978年7月1日為佳視推出「七月攻勢」，並於香港進行大規模宣傳活動，包括連續多日於多份報章刊登全版廣告，又於尖沙咀碼頭派發卡式錄音帶以宣傳新節目。七月攻勢包括多部重頭劇集：鄭裕玲、米雪主演的《名流情史》，徐克導演、余安安主演的《金刀情俠》，加上《推理劇場》、《急先鋒》，及香港電視史首創的成人清談節目《哈囉夜歸人》等。
可惜，七月攻勢推出後，收效及收視率增長皆未如預期；同時又因花費大量資金，令佳視的營運資金迅速耗盡。加上政府要求整頓佳視資金，周梁淑怡與佳視六君子集體辭職，周梁的呈辭於8月4日獲佳視董事局接納而觸發羅生門事件，在佳視結業前十多天，李雪廬接替總經理一職。

### 財困及結業近況

##### 倒閉後近況

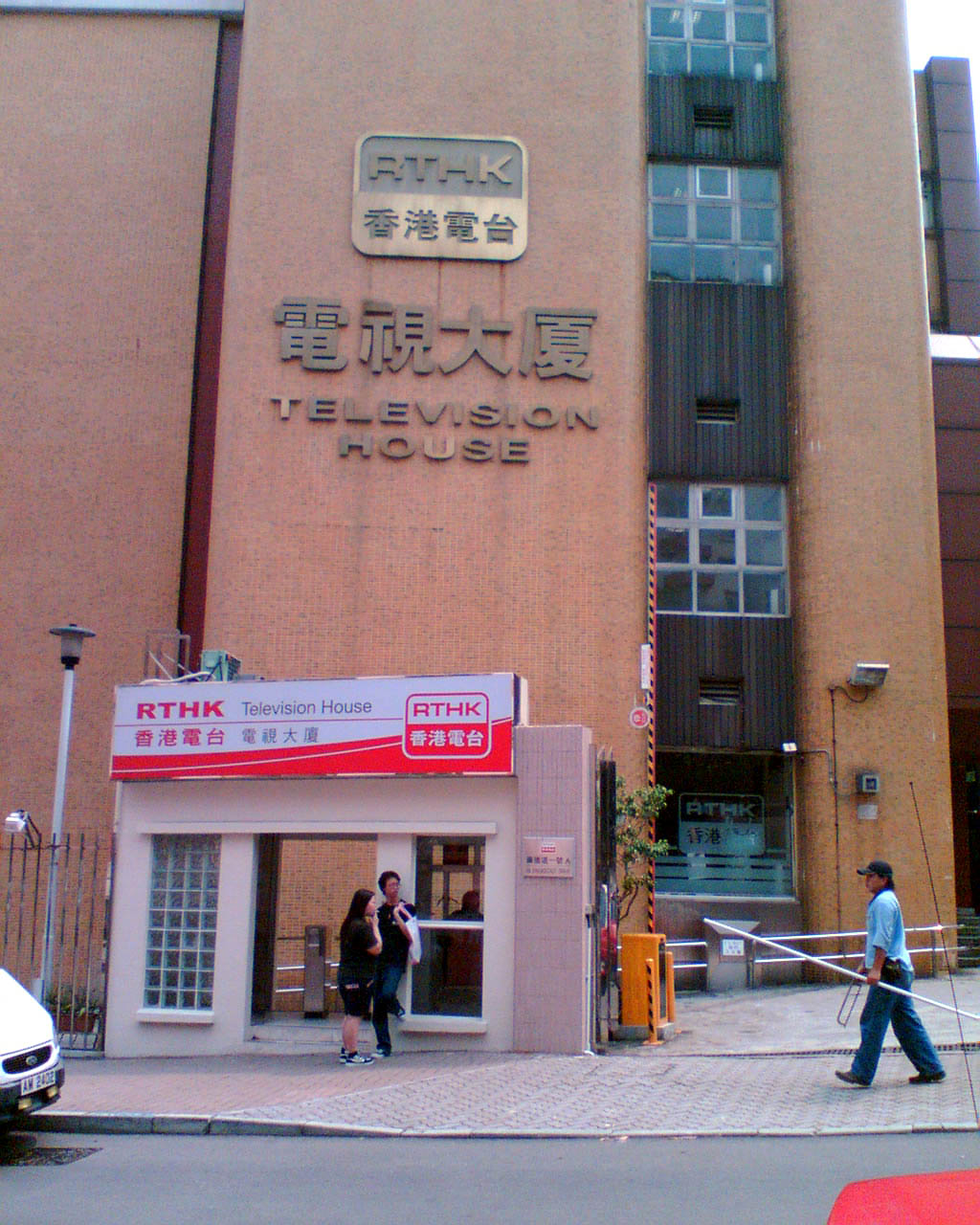
香港電台電視大廈（前佳藝電視大廈）

佳視不惜工本製作電視劇集，又以高薪招攬多名管理職位人員及演員，消耗大量資金，廣告收入卻跟不上經營開支，導致虧損嚴重，於是引入林氏家族的資金（以文化基金的形式）注資；據當時作為林氏班底加入佳視成為行政人員的前無綫電視藝員劉緯民表示，在佳視的晚期，其他股東不願意再注資到佳視，只有林氏兄弟願意繼續注資「玩落去」（玩下去），隨著林氏注資日增，令港英政府認為可能這與牌照條款有牴觸，因此總督會同行政局在1977年12月下令電視諮詢委員會調查。調查後，當局在1978年7月31日致函佳視，不准許個別股東大量注資到佳視，並需要在1978年12月31日前還債予林氏家族；同時著令佳視整頓若干與公司組織有關的事務，否則港英政府會在1979年4月按法例規定，吊銷其營業牌照。周梁淑怡的班底與林氏有關縮減電視台開支的討論破裂，結果集體辭職，發生以上提到的「佳視六君子事件」。
在佳視結業或倒閉後前夕，包括林氏兄弟在內的董事局集體請辭，令佳視最後的十多天，整個管理層成為真空狀態；劉緯民亦打算請辭，曾經與林氏接觸，林氏表示「間公司唔掂架啦」（公司已經不行了）。1978年8月22日早上，佳視開始以來三年，突然發表聲明宣佈因財政投資問題陷入困境下而停止運作，並在總部大門外貼出告示，表示當日起停播；此消息在停播前4天已由董事局作出緊急會議，經過日以繼夜的討論後，最後作出停播的決定。同時，有佳視職員向法庭申請將佳視清盤。然而在2000年至2001年亞洲電視本港台播出的劇集《電視風雲》裡，以影射方式把佳視結業原因歸咎於港英政府不容許「問題資金」入股香港電子傳媒。
1978年7月，拍攝的尚未完成《名流情史》後，然而；同年的資金問題已倒閉。
1978年9月7日，香港最高法院委任註冊總署破產管理官霍斯為臨時清盤官，接管佳視資產。同日下午，300多名佳視前職員、藝員到港督府門外請願，以佳視新聞部編輯兼首席主播何鉅華為首，向港督副官遞交請願信，並臂纏黑紗於港督府門外靜坐4個半小時，要求港英政府「追究一切有關佳視之責任承擔，盡速恢復電視台之播映，及保障電視專業人員之就業權益」。佳視職員、藝員先後3次到港督府請願。但香港皇家警察於10月3日清晨拘捕何鉅華、徐聖祺、朱克及林旭華，並對4人及全體職藝員提出「非法集會」的檢控。結果佳視在同年10月19日被法庭頒令清盤。
同年在佳視結業後清盤翌年，電視諮詢委員會決定不再考慮增設第三間電視台，以免重蹈佳視覆轍。
佳視從開始到結束，創業資本二千萬港元，商業電台貸款五百萬港元，林氏兄弟注資四千八百萬港元，合共七千三百餘萬港元，結業時有七百餘位員工。
佳視結業後，佳視大批經過培訓及具備電視廣播經驗的台前幕後人員，皆紛紛轉職到無綫電視及麗的電視（亞洲電視），甚至有部份轉戰電影界，為香港電視及電影界在1970年代末期至1990年代的黃金時代寫下序幕。

### 後續
直到2013年香港特別行政區政府發出第三及第四個免費電視牌照之前，香港免費電視一直維持兩台（無綫電視及麗的電視，麗的電視於1982年股權易手、改組為亞洲電視）爭雄的局面，其後至今造成無綫電視「一台獨大」40年的局面。不過，隨著香港政府推出香港電台數碼地面電視及正式發出新電視牌照的決定，再加上亞視在2016年4月2日因為免費電視牌照不獲續期而停播，香港的電視界可能會有新發展。2016年4月2日凌晨，亞視停播，港台電視接管亞視的模擬電視頻譜、另提供數碼電視廣播。而新成立的免費商營電視台港娛ViuTV，則接管亞視部分數碼頻譜，在亞視停播後數天正式啟播。
佳視結業後，佳藝電視大廈曾一度成為無綫電視的「製作分廠」（Production Annex）；1988年，無綫電視總部從廣播道遷到清水灣電視城後，佳藝電視大廈成為現在的香港電台電視大廈。
前廣播處長張敏儀表示，1975年商業電台董事長何佐芝創辦佳藝電視，一年後已將股份全售予他人；其後佳視突然結業，和何佐芝無關，但他站出來、慷慨地用自己的錢支付佳視員工遣散費，「佢嘅仁厚精神，所有老闆都應該學吓」（他的仁厚精神，所有僱主都應該學習）。

## 發牌條件
佳藝電視在競投牌照時自動提出多項條件，包括：保證每一股東不會擁有超過15%之股權；星期一至五晚黃金時段播放兩小時教育節目（這個亦是佳視的死穴之一），下午5時至6時則播放香港電台製作之節目。
在位十多日的佳視最後一任總經理李雪廬於其回憶錄《李雪廬回憶錄》中指出，佳藝電視放棄開設英語頻道、並於中文粵語頻道黃金時段播放教育節目的安排，概念由馬評人簡而清提出；但這安排等於只是半個電視台，難以攤分製作成本。前佳視總經理周梁淑怡則承認，這個條件是她於無綫工作時向政府提出類似的意見，但佳視這些教育節目也「賺錢」的。

## 節目表
佳藝電視開播當天（1975年9月7日）的節目表：
| 播出時間 | 節目名稱               |
| -------- | ---------------------- |
| 18:00    | 啟播錄                 |
| 18:05    | 佳視節目巡禮           |
| 18:45    | 賀佳視開播特輯         |
| 19:15    | 佳視新聞及天氣報導     |
| 20:00    | 名作劇場：武當弟子     |
| 21:00    | 特備綜藝節目：佳視良辰 |
| 22:10    | 比利球王大賽           |
| 23:40    | 佳視新聞及天氣報導     |
| 23:45    | 彩色人生               |

佳藝電視開播初期的一週節目表：
| 18:00 | 節目預告                           | 節目預告                           | 節目預告                           | 節目預告                           | 節目預告                           | 節目預告               | 節目預告                             |                      |                      |                      |                      |
| 18:05 | 觀點與角度                         | 觀點與角度                         | 觀點與角度                         | 觀點與角度                         | 警訊                               | 少年警訊               | 「這一代」青年音樂節目               |                      |                      |                      |                      |
| 18:10 | 「三國演義」木偶劇                 | 「三國演義」木偶劇                 | 「三國演義」木偶劇                 | 「三國演義」木偶劇                 | 「三國演義」木偶劇                 | 少年警訊               | 「這一代」青年音樂節目               |                      |                      |                      |                      |
| 18:15 | 「三國演義」木偶劇                 | 「三國演義」木偶劇                 | 「三國演義」木偶劇                 | 「三國演義」木偶劇                 | 「三國演義」木偶劇                 | 獅子山下               | 「這一代」青年音樂節目               |                      |                      |                      |                      |
| 18:45 | 「三國演義」木偶劇                 | 「三國演義」木偶劇                 | 「三國演義」木偶劇                 | 「三國演義」木偶劇                 | 「三國演義」木偶劇                 | 「一雀四鳳」歌舞趣劇   | 「這一代」青年音樂節目               |                      |                      |                      |                      |
| 18:50 | 「錦標」遊戲節目（上）             | 「錦標」遊戲節目（上）             | 「錦標」遊戲節目（上）             | 「錦標」遊戲節目（上）             | 「錦標」遊戲節目（上）             | 「一雀四鳳」歌舞趣劇   | 「這一代」青年音樂節目               |                      |                      |                      |                      |
| 19:15 | 佳視新聞及天氣報導                 | 佳視新聞及天氣報導                 | 佳視新聞及天氣報導                 | 佳視新聞及天氣報導                 | 佳視新聞及天氣報導                 | 佳視新聞及天氣報導     | 佳視新聞及天氣報導                   |                      |                      |                      |                      |
| 19:45 | 「錦標」遊戲節目（下）             | 「錦標」遊戲節目（下）             | 「錦標」遊戲節目（下）             | 「錦標」遊戲節目（下）             | 「錦標」遊戲節目（下）             | 「錦標大賽」遊戲節目   | 佳視新聞及天氣報導                   |                      |                      |                      |                      |
| 20:00 | 名作劇場「武當弟子」               | 名作劇場「武當弟子」               | 名作劇場「武當弟子」               | 名作劇場「武當弟子」               | 名作劇場「武當弟子」               | 「錦標大賽」遊戲節目   | 名作劇場「武當弟子」                 |                      |                      |                      |                      |
| 20:30 | 名作劇場「武當弟子」               | 名作劇場「武當弟子」               | 名作劇場「武當弟子」               | 名作劇場「武當弟子」               | 名作劇場「武當弟子」               | 「遊戲人間」諷刺劇     | 名作劇場「武當弟子」                 |                      |                      |                      |                      |
| 21:00 | 「佳視劇場」全新手法電視劇：迷幻曲 | 「佳視劇場」全新手法電視劇：迷幻曲 | 「佳視劇場」全新手法電視劇：迷幻曲 | 「佳視劇場」全新手法電視劇：迷幻曲 | 「佳視劇場」全新手法電視劇：迷幻曲 | 「佳視群英會」綜藝節目 | 「美齡與你」以陳美齡為中心的歌唱節目 |                      |                      |                      |                      |
| 21:30 | 教學電視                           | 教學電視                           | 教學電視                           | 教學電視                           | 教學電視                           | 「佳視群英會」綜藝節目 | 「歷刼鴛鴦」日本片集                 | 「歷刼鴛鴦」日本片集 | 「歷刼鴛鴦」日本片集 | 「歷刼鴛鴦」日本片集 | 「歷刼鴛鴦」日本片集 |
| 22:00 | 教學電視                           | 教學電視                           | 教學電視                           | 教學電視                           | 教學電視                           | 週末劇場「歡天喜地」   | 「歷刼鴛鴦」日本片集                 | 「歷刼鴛鴦」日本片集 | 「歷刼鴛鴦」日本片集 | 「歷刼鴛鴦」日本片集 | 「歷刼鴛鴦」日本片集 |
| 22:30 | 教學電視                           | 教學電視                           | 教學電視                           | 教學電視                           | 教學電視                           | 週末劇場「歡天喜地」   | 太平洋戰史                           |                      |                      |                      |                      |
| 23:30 | 佳視新聞及天氣報導                 | 佳視新聞及天氣報導                 | 佳視新聞及天氣報導                 | 佳視新聞及天氣報導                 | 佳視新聞及天氣報導                 | 佳視新聞及天氣報導     | 佳視新聞及天氣報導                   |                      |                      |                      |                      |
| 23:35 | 「成年人時間」妙論人生百態         | 「成年人時間」妙論人生百態         | 「成年人時間」妙論人生百態         | 「成年人時間」妙論人生百態         | 「成年人時間」妙論人生百態         | 「迷離集」懸疑片集     | 佳視新聞及天氣報導                   |                      |                      |                      |                      |
| 23:40 | 「成年人時間」妙論人生百態         | 「成年人時間」妙論人生百態         | 「成年人時間」妙論人生百態         | 「成年人時間」妙論人生百態         | 「成年人時間」妙論人生百態         | 「迷離集」懸疑片集     | 「迷離集」懸疑片集                   |                      |                      |                      |                      |

## 發射頻道
| 發射站   | 特高頻（UHF）頻道 | 頻率（MHz） | 覆蓋範圍                                     |
| -------- | ----------------- | ----------- | -------------------------------------------- |
| 慈雲山   | 29                | 535.25      | 港島北、九龍                                 |
| 青山     | 46                | 671.25      | 大嶼山北部、屯門至大欖涌、落馬洲、元朗、石崗 |
| 飛鵝山   | 46                | 671.25      | 觀塘、西貢                                   |
| 赤柱     | 46                | 671.25      | 赤柱                                         |
| 金山     | 47                | 679.25      | 荃灣、青龍頭、青衣、葵涌                     |
| 南朗山   | 47                | 679.25      | 深水灣、黃竹坑、石澳                         |
| 柴灣     | 56                | 751.25      | 柴灣                                         |
| 聶高信山 | 56                | 751.25      | 跑馬地、黃泥涌                               |
| 九龍坑山 | 57                | 759.25      | 北區、大埔區、沙田                           |
| 南丫島   | 57                | 759.25      | 薄扶林、淺水灣、南灣                         |
| 琵琶山   | 57                | 759.25      | 蘇屋、長沙灣、深水埗                         |

## 節目

### 教育節目
佳視的牌照條款，有兩點明顯與無綫及麗的不同。其一是佳視只有一個中文粵語頻道，無綫及麗的則同時開設中文粵語及英語頻道各一；其二是佳視須在星期一至五晚9:30至11:30這兩小時，播出教育節目，期間不得加插廣告，無綫及麗的則沒有此規定。因此，佳視為半綜合半教育電視台，無綫及麗的則為綜合電視台。
佳視的教育節目以成人教育為主，並與香港中文大學校外進修部（香港中文大學專業進修學院前身）和基督教職業訓練學校合辦， 課程包括汽車工程、秘書實務、簿記、室內設計、外語、繪畫和插花等，更設有課外導修及考試，合格可獲文憑，儼如一間成人遙距教學學校。這也是佳視不能取得收支平衡的原因之一，甚至是最大死穴。因為電視台最矚目最重點、最能盡量爭取最高廣告收入的黃金時段，為晚7:00至11:00這4小時。佳視在此規定下，變相被削減星期一至五的黃金時段，至僅有晚7:00至9:30這2.5小時；無綫及麗的則沒有此規定，都能盡用晚7:00至11:00這4小時黃金時段。可見佳視先天不足，不能與對手公平競爭，導致佳視收入不如對手並陷入財困，結果營運僅短短不足3年，1978年8月22日，便結業停播，香港回復只有兩間電視台。
日本的NET電視台（朝日電視台前身）及東京12頻道（東京電視台前身）也有相似情況，這兩台也曾經是商營教育電視台，然而教育節目欠娛樂性，通常收視較低，難以吸引廣告客戶，在商言商的牟利經營下，實為商營電視台的經營帶來嚴重的負面影響。1973年11月，日本政府修例，廢除商營教育電視台，NET電視台及東京12頻道轉型綜合電視台。但佳視就沒有它們幸運，佳視無緣轉型綜合電視台，財困結業收場，猶如「宣告」商營教育電視頻道的「試驗」失敗。
然而，規定香港免費商營電視台須播放教育節目的條款，在佳視結業後，仍然存在。例如以中小學（及後擴展至學前教育）學童為對象的教育電視（至2020年6月6日起取消，唯2016年起啟播的新免費商營電視台：港娛及奇妙，卻一直沒有播放教育電視）；1989年起，也被應用於香港公開進修學院（香港都會大學前身）製作的成人教育節目《進修天地》 （《知識新天地》前身）  。但這些教育節目，只會安排在本身收視偏低、非主流的英語頻道的非黃金時段播放，而不會佔用旗艦的中文粵語頻道黃金時段，以免對免費商營電視台的經營及廣告收入，造成太大衝擊。

### 電視劇
佳視曾經製作過很多被電視迷視為經典的劇集，包括《射鵰英雄傳》、《神鵰俠侶》等。佳視更是全世界第一間改編中文武俠小說成為電視劇的電視台；佳視更帶領潮流，率先改編金庸武俠小說作電視劇。當中大部份經典古裝劇集在銀都機構旗下的清水灣電影製片廠借場製片及取景拍攝。景一些著名電視幕後人員及演員如徐克、周梁淑怡、鄭裕玲都曾任職於佳視。
| 劇名                                             | 演員 |
| ------------------------------------------------ | --- |
| 樓上樓下                                         | 米雪 |
| 隋唐風雲（該劇在佳視結業後，版權由無線電視購得） | 湘漪（炀愍皇后）、鮑漢琳（唐高祖）、劉丹（隋煬帝）、喬宏（虬髯客），馮淬帆（李世民），焦姣（紅拂女），秦沛、周吉（宇文述）、梁日成、劉一帆（程咬金）、何文匯（李靖）、白彪（秦瓊）、黃百鳴（李密）、焦雄（李建成）、石天（李元吉） |
| 武則天（版權在84年由亞洲電視購得）               | 湘漪，李通明，袁報華、陳琪琪，馮淬帆，依達，秦沛，魏秋樺，劉丹，黃百鳴，景黛音，楊澤霖，鄭裕玲，耀文，張鴻昌 |
| 頂爺                                             | 劉丹，陶敏明，萬儀 |
| 追虎擒龍                                         | 劉丹，湘漪，石天，楊澤霖，陶敏明，魏秋樺 |
| 明星                                             | 張瑪莉，曾江 |
| 賭國仇城                                         | 歐嘉慧，劉丹，劉鶴年，丁茵 |
| 廣東好漢                                         | 衛子雲飾方世玉，白彪飾洪熙官，米雪飾嚴詠春，梁小龍飾童千斤，林秀飾苗翠花，秦煌飾三德，麥天恩飾胡惠乾，羅樂林飾年瑞卿，曹達華飾白眉道人，秦沛飾李巴山，張敏婷飾李二環，劉江飾高進忠，魏秋樺飾胡大嫂，楊澤霖飾李錦綸，鄭雷飾馮道德，金錦玲飾五枚師太（呂四娘） |
| 射鵰英雄傳                                       | 白彪飾郭靖，米雪飾黃蓉，梁小龍飾楊康，孟秋飾穆念慈，凌漢飾鐵木真，林欣欣飾華箏，陳思思飾包惜弱，秦沛飾楊鐵心，鄭雷飾完顏洪烈，秦煌飾周伯通，陳惠敏飾黃藥師，楊澤霖飾歐陽鋒，凌漢飾拖雷，陳飛龍飾洪七公，張敏婷飾梅超風，麥天恩飾丘處機，溫泉飾柯震惡，曾江飾郭嘯天，劉江飾歐陽克，巴山飾王處一 |
| 神鵰俠侶                                         | 羅樂林飾楊過，李通明飾小龍女，白彪飾郭靖，米雪飾黃蓉，鄭裕玲飾公孫綠萼，林巧兒飾郭芙，林欣欣飾郭襄，梁小龍飾耶律齊，曾江飾趙志敬，陳耀林飾尹志平，覃恩美飾陸無雙，胡茵茵飾程英，王錫光飾武修文，程思俊飾武敦儒，鄭雷飾金輪法王，秦沛飾武三通，張敏婷飾李莫愁，陳玉薇飾耶律燕，黎詩敏飾完顏萍，麥天恩飾丘處機，溫泉飾柯震惡，秦煌飾周伯通，曹達華飾公孫止，湯錦棠飾尼摩星，張力飾霍都，周江飾蕭湘子，鍾志強飾一燈大師，馮淬帆飾陸立鼎 |
| 碧血劍                                           | 陳強飾袁承志，文雪兒飾夏青，李通明飾阿九（長平公主），石天飾金蛇郎君夏雪宜，魏秋樺飾何紅葯，林秀（元秋）飾何鐵手，楊澤霖飾穆人清，劉江飾黃真，胡茵茵飾溫儀，梁少狄飾洪勝海，梁尚雲飾啞巴，陳飛龍飾溫方達，江可欣飾孫仲君，張鴻昌飾梅劍和，丁茵飾安大娘，陳玉薇飾安小慧，馮淬帆飾崇楨帝，溫泉飾曹化淳，唐龍飾歸辛樹，張敏婷飾歸二娘                                                                                                   |
| 獨行殺手                                         | 陳惠敏 |
| 雪山飛狐                                         | 衛子雲，米雪，文雪兒，李通明，白彪，羅樂林，鄭雷，陳寶儀，甘婉霞，陳琬筠，曹達華 |
| 鹿鼎記                                           | 文雪兒，程思俊，李通明，陳琪琪，馬海倫，魏秋樺 |
| 萍蹤俠影錄                                       | 陳強，楊盼盼，李通明，梁小龍，魏秋樺，劉江，鄭雷 |
| 白髮魔女傳                                       | 李麗麗飾練霓裳，白彪飾卓一航，文雪兒飾鐵珊瑚，羅樂林飾岳鳴珂，覃恩美飾客娉婷，鄭雷飾鐵飛龍，林欣欣飾飄零燕, 陳玉薇飾孟秋霞，陳少龍飾王照希，劉江飾慕容沖，曹達華飾白石道長，麥子雲飾耿紹南，溫泉飾魏忠賢，丁櫻飾客氏，高崗飾金千嚴, 楊澤霖飾金獨異，凌漢飾熊廷弼，張鴻昌飾成昆，梁小熊反串飾紅花鬼母，吳明才飾白敏 |
| 武林外史                                         | 米雪，李通明，文雪兒，劉丹，劉江，魏秋樺 |
| 金刀情俠                                         | 游天龍，余安安，鄭裕玲，魏秋樺，朱承彩，白彪，楊澤霖 |
| 名流情史                                         | 鄧碧雲，羅艷卿，白彪，米雪， 韋基舜，鄭裕玲，文雪兒 |
| 流星蝴蝶劍                                       | 羅樂林，魏秋樺，劉江，楊澤霖，馬海倫，文雪兒 |
| 仙鶴神針                                         | 羅樂林飾馬君武，馬海倫飾白雲飛，林巧兒飾藍小蝶，覃恩美飾李青鸞，楊盼盼飾龍玉冰，秦沛飾曹雄/蒼龍/白虎/朱雀/玄武，林秀飾玉蕭仙子，鄭裕玲，李通明，麥天恩，鄭雷 |
| 紅樓夢                                           | 伍衛國，毛舜筠，米雪，黃蕙芬，吳浣儀，朱瑞棠，楊澤霖，丁櫻，鄭雷，丁茵，朱承彩，劉丹，馬海倫，張寶之，陶敏明，文雪兒，李通明，劉江，林燕妮，鄭裕玲，魏秋樺，羅樂林，陳琪琪，白彪，陳寶儀，甘婉霞，陳琬筠，張鴻昌 |
| 風雷第一刀（未完成拍攝）                         | 劉江飾演葉開，伍衛國飾演傅紅雪，文雪儿飾演丁靈琳，米雪飾演馬芳鈴，楊澤霖飾演路小佳，魏秋桦飾演翠濃，吳桐飾演馬空群，陶敏明飾演沈三娘 |
| 細魚吃大魚                                       | 林偉圖，米雪，楊盼盼, 秦煌 |
| 精武門                                           | 梁小龍, 劉江, 林巧兒, 楊澤霖，秦煌 |
| 千王之王                                         | 白彪、馮淬帆、李通明 |
| 生死門                                           | 1976年3月播映 劉丹飾仇子玉，胡茵茵飾小薇，石天飾莫俊風，張武孝飾燕子飛，陶敏明 |
| 義薄雲天                                         | 1977年（25集）米雪，陳強，覃恩美，羅樂林，劉丹，麥天恩，林秀，陳飛龍，邱明，王錫光，魏秋華，丁茵，溫泉 |
| 急症室                                           | 鄭裕玲 |
| 美麗屋 （未開始拍攝）                            | 盧海鵬 |

### 外購日劇
- 我家男住客（原名：雑居時代）
- 婚變之謎
- 妹妹大哂（原名：美人はいかが?）
- 過山虎（原名：狼・無頼控）
- 父女情深（原名：パパ愛してる!!）

### 外購動畫
- 百變龍（1975年XX月XX日 - 1976年X月XX日）（原名：スーパーロボット マッハバロン）
- 七星俠（1976年XX月XX日 - 1977年7月10日）（原名：ウルトラセブン）
- 俏巴喇（1976年XX月XX日 - 1977年11月12日）（原名：チビラくん）
- 世界童話集（1977年8月7日 - 1978年8月20日）（原名：まんが世界昔ばなし）
- 大眼妹與波比（非動畫，只是播動畫前介紹，大眼妹係李通明）
- 急救組卡通
- 銀河鐵道999

#### 日本特攝片
《301部隊》時段，是對應無綫電視《跳飛機》時段，指1978年7月1日至1978年8月19日期間，逢星期六下午3時01分播映的日本特攝片。
- 五勇士（原名：秘密戦隊ゴレンジャー）
- 大鐵人（原名：大鉄人17）（註：大鐵人其後被轉往無綫電視翡翠台播出，並易名作《無敵大鐵人》）
- 冰河戰士（原名：氷河戦士ガイスラッガー）
- 金剛飛天鑽（原名：鋼鉄ジーグ）（註：金剛飛天鑽於82至84年間轉往無綫電視翡翠台播出，並易名作《磁力鐵甲人》）

### 新聞節目
佳藝電視每日提供兩節電視新聞，啓播初期分別於晚上7:15和11:30播出新聞及天氣報告，後來改為每日傍晚6時25分播放《佳視新聞》及晚上8時55分播出《新聞精華》。最初，佳視由商業電台調派播音員楊廣培、尹芳玲、金剛等為主播，後來引入專業新聞人員。著名主播何鉅華曾長期為《佳視新聞》的主播，而蘇凌峰、梁家榮、趙應春則為《新聞精華》的主播。因為佳視在每晚9時起須播放教育電視節目，故此作為全日新聞總結的《新聞精華》較另外兩間電視台的夜間新聞時間為早（當時無綫的夜間新聞約為10時半，麗的則在10時正），直至倒閉前才在晚上11時半重新加上最後新聞時段。
同時，佳視是香港首家會為本地重大時事製播特備節目的電視台。如在1977年的金禧事件，佳視曾為此製作特備節目《金禧學潮論壇》，當時為金禧中學教師的社會民主連線成員劉子濂(現任社民連主席陳寶瑩前夫)曾在該節目上表示，曾在報章撰文指學潮遭革命馬克思主義者同盟滲透是受校長關慧賢指使的，而使學潮矛頭更傾向同情學生。

## 其他主要演員

### 源自無綫訓練班出身，佳藝電視結業後重返TVB
| 演員   | 簡介 |
| ------ | --- |
| 伍衛國 | TVB早期（1970年代）當紅小生之一，轉到佳視並担演《紅樓夢》賈寶玉。後轉投麗的電視（即現今亞洲電視），后重回無綫電視；目前已甚少在幕前公開露面。                      |
| 覃恩美 | 第一屆無綫藝員訓練班畢業後出身，曾演出佳視《神鵰》陸無雙，佳視結業後再獲邀加入舞台劇界。她於婚後曾移居英國一段長時間，並於倫敦著名的韋伯德格拉斯戲劇藝術學院深造。 |
| 謝月美 | 第二屆麗的藝員訓練班畢業後出身，曾演出佳視《名流情史》，佳視結業後再度獲得邀請重返無線電視、並翌年正式加入影視及舞台界發展。                                       |

### 源自麗的呼聲/麗的電視（其後轉名亞洲電視）
| 演員   | 簡介 |
| ------ | --- |
| 毛舜筠 | 1975年在麗的演出《恆生劇場》，加入佳視以《紅樓夢》林黛玉一角成名。在1981年加入無綫電視，在演出《他來自江湖》的角色也叫黛玉。一直在影、視、商發展至今。                                                                                                 |
| 黃韻詩 | 1968年畢業於第二期麗的映聲演員訓練班，擔任配音員。75年加入無綫演出至78年加入佳視，並為《金刀情俠》主唱主題曲。79年加入麗的電視演出，80年又重投無綫，著名演出有《執到寶》。82年又在亞視客串及擔任節目主持。九十年代初息影，移民加拿大。2000年回流香港。 |
| 湘漪   | 早年曾在麗的呼聲之後演出廣播劇工作，轉到佳視並參演開台劇《隋唐風雲》及《武則天》中的中年武則天，佳視結業後先後加入無綫及亞視，曾在無綫重頭劇《楊家將》飾演佘太君。                                                                                     |
| 溫泉   | 早年在麗的呼聲之後加入佳視，在《射鵰》《神鵰》飾演柯鎮惡一角，現實中其妻是丁茵。 |
| 丁茵   | 早年在麗的呼聲之播音員及演員，後加入佳視在《射鵰》飾演李萍一角，1980年代經常演出香港電台教育電視節目。1986年丁茵加入無綫電視處境劇《城市故事》，飾演母親一角，與曾近榮、溫兆倫等飾演一家五口，最為人所熟知。現實中其夫是溫泉。                         |
| 何文匯 | 何文匯博士，文化界名人。在佳視曾演出《隋唐風雲》風塵三俠之一李靖，及客串《碧血劍》袁崇煥。早年曾加入麗的電視為藝員，兼任幕後行政及策劃，演出過劇集，並出過唱片。最為人熟悉是主持節目《群星匯正音》。後來退出娛樂圈，專注學術事務。                     |

### 佳藝電視訓練班出身
| 演員   | 簡介 |
| ------ | --- |
| 秦煌   | 佳視時用本名梁日成，在佳視的《射鵰英雄傳》及《神鵰俠侶》扮演周伯通一角，佳視結業後曾在麗的演出"天龍訣"夏哈哈一角，同時李翰祥導演邀他演出電影並改名秦煌，1980年加入無綫電視後又在"射鵰英雄傳之東邪西毒"及"神鵰俠侶"再度扮演周伯通，一直在無綫服務至今。 |
| 鄭裕玲 | 出道作品是佳視《神鵰俠侶》公孫綠萼一角，受力捧花旦之一，其後轉投無綫至2022年。 |
| 魏秋樺 | 佳視重要花旦之一，在《流星蝴蝶劍》擔任女一，演出佳視劇超過廿套，1978年加入麗的。1994年加入無綫，亦在台灣老三台演出。2003年開始演出亞視多套綜藝節目，2019年到俄羅斯演唱。                                                                               |
| 陳榮峻 | 1977年曾參演《白髮魔女傳》等佳視劇，佳視結業後轉回普通工作，至1984年經黃霑提議再參加無綫訓練班至今的甘草演員。 |
| 張鴻昌 | 曾演出佳視《射鵰》陸冠英一角（先轉麗的，其後轉投無綫，移民澳大利亞坎培拉）。 |
| 文雪兒 | 出道作品是《鹿鼎記》反串韋小寶一角，受力捧花旦之一（先轉投麗的，其後轉投無綫）。 |
| 李通明 | 受力捧花旦之一，以《神鵰俠侶》飾演小龍女成名，亦在《武則天》中的少女武則天，息影後轉回當鋼琴老師，婚後移民美國邁阿密。 |
| 張敏婷 | 曾演出"射鵰"梅超風，《神鵰俠侶》飾演李莫愁及《廣東好漢》李二環等重要反派角色。 |
| 李岡龍 | 出道時以真名李全厚，後投亞視改名李岡，成為小生之一，轉投無綫電視再改名李岡龍，至今的甘草演員。 |
| 林巧兒 | 曾演出佳視《神鵰俠侶》郭芙一角，受力捧花旦之一，佳藝電視結業後加入麗的電視演出"沈勝衣"一劇。 |
| 林欣欣 | 曾演出佳視《射鵰》華筝及《神鵰俠侶》郭襄，佳視結業後息影。 |
| 陳玉薇 | 曾演出佳視《射鵰》傻姑及《神鵰俠侶》完顏萍，佳視結業後在電影演出至1981年息影。 |
| 程思俊 | 曾演出佳視《神鵰俠侶》武敦儒，佳視結業後轉投無綫，曾在鄭少秋主演的"富貴榮華"飾演三弟林尚榮。 |
| 黃錫光 | 曾演出佳視《神鵰俠侶》武修文，佳視結業後息影。 |
| 劉鶴年 | 曾演出佳視《神鵰俠侶》馮默風，佳視結業後在電影擔任動作設計、製片、副導演及演員至1991年。 |
| 趙國慶 | 曾演出佳視《神鵰俠侶》轟天雷一角，佳視結業後曾以"趙山"之名在歌壇發展。 |
| 李樹芬 | 曾演出佳視《神鵰俠侶》魯有腳一角，後轉為幕後担任無綫電視的助理編導及編導。 |
| 花居冠 | 曾演出佳視劇集《武則天》，後轉到電影界演出。 |

### 其他電影演員出身
| 演員   | 簡介 |
| ------ | --- |
| 馮淬帆 | 60年代曾在邵氏演出，65年加入麗的，後轉無綫演出及担任監製，轉到佳視並參演開台劇《隋唐風雲》飾演李世民一角，後再轉回無綫，其後電影圈發展並得獎，是位多才多藝的演藝者。           |
| 楊盼盼 | 女武師及替身出身，加盟佳視演出《仙鶴神針》等劇，佳視結業後轉投無綫。 |
| 元秋   | 女武師及替身出身，加盟佳視以《林秀》之藝名在《碧血劍》飾演何鐵手及《廣東好漢》苗翠花一角，後轉回影壇發展，事隔多年後在無綫演出。                                               |
| 孟秋   | 武打女星出身，加盟佳視在《射鵰》飾演穆念慈一角，後轉回電影界當演員至1989年。                                                                                                   |
| 梁小龍 | 武術指導及電影演員出身，加盟佳視《射鵰》飾演楊康一角， 以及《精武門》第一次飾演霍元甲，佳視結業後轉投麗的，以陳真一角著名全中國，現仍為電影演員。                              |
| 白彪   | 龍虎武師及電影演員出身，加盟佳視《射鵰》飾演郭靖一角成名後轉投無綫。 |
| 陳惠敏 | 武打明星出身，加入佳視《射鵰》飾演黃藥師一角，後轉回影壇繼續發展。 |
| 陳強   | 武打演員出身，加盟佳視在《碧血劍》飾演男一袁承志一角，轉回電影壇演出至1980年。                                                                                                 |
| 喬宏   | 電影明星，加盟佳視參演開台劇《隋唐風雲》虬髯客一角，轉回電影壇演出至1999年逝世。                                                                                               |
| 陳思思 | 左派電影公司出身，陳思思與長城電影公司的另外兩名演員夏夢、石慧合稱「長城三公主」 在《射鵰》飾演包惜弱一角，轉回電影壇演出至1985年息影，於2007年在上海逝世。                    |
| 衛子雲 | 邵氏南國訓練班出身，曾在佳視演出《廣東好漢》方世玉及《雪山飛孤》胡斐大受歡迎，佳視結業後重返台灣華視發。                                                                       |
| 羅樂林 | 邵氏演員出身，曾演出邵氏電影《年輕人》，以《神鵰俠侶》佳視飾演楊過一角成名（先轉投麗的，其後轉投無綫至今）。                                                                   |
| 麥子雲 | 龍虎武師出身，曾參演邵氏公司《瀛台泣血》及呂奇導演之邵氏電影，曾在佳視演出配角，其後轉投麗的及無綫，現擔任舞台劇幕後為主。                                                     |
| 劉江   | 龍虎武師出身，曾參演胡金銓導演之《龍門客棧》及多部國語電影（先麗的，其後轉投無綫）。                                                                                           |
| 劉丹   | 邵氏演員出身，加盟佳視參演開台劇《隋唐風雲》隋煬帝一角（轉投無綫，曾再加盟亞視，其後再一次重返無綫）。                                                                         |
| 李麗麗 | 60年代邵氏訓練班童星出身，曾擔演多部邵氏電影女主角，加盟佳視担演《白髮魔女傳》女一（先後轉投麗的及無綫至今）。                                                                 |
| 馬海倫 | 邵氏演員出身，加盟佳視担演《仙鶴神針》白雲飛，先後轉投麗的及無綫至今。 |
| 楊澤霖 | 邵氏演員出身，加盟佳視《射鵰》飾演西毒歐陽鋒成名，先後轉投麗的及無綫。 |
| 曹達華 | 著名粵語電影明星（先麗的，其後轉投無綫，再次重返麗的及亞洲電視，後轉回影壇繼續發展至1997年息影，2007年在英國逝世。                                                             |
| 曾江   | 粵語片電影明星，後轉麗的、亞視、無綫及電影演出。2022年的2019冠狀病毒病疫情期間，於九龍酒店隔離檢疫時疑因心臟病發失救不治。                                                     |
| 鄭雷   | 邵氏武打演員出身，加盟佳視《射鵰》飾演元顏烈及《神鵰》金輪法王（先後轉投麗的及無綫，移民加拿大多倫多）。                                                                       |
| 秦沛   | 邵氏及粵語片電影明星，加盟佳視《射鵰》飾演楊鐵心及《神鵰》武三通（先後轉投麗的、亞視、無綫及電影演出，現主要內地發展）。                                                       |
| 韓國才 | 邵氏特約演員出身，在佳視《神鵰俠侶》中同時反串"裘千尺"及"孫婆婆"兩角，轉回影壇後曾担任演員，製片及動作設計等崗位。                                                             |
| 石天   | 邵氏演員出身，加盟佳視並參演開台劇《隋唐風雲》李元吉一角，並在《碧血劍》中飾演金蛇郎君，其後轉回影壇担任喜劇演員，導演等崗位，並自組電影公司，成為新藝城影業有限公司老闆之一。 |
| 麥天恩 | 武俠電影演員出身，加盟佳視《射鵰》及《神鵰》飾演丘處機，後轉投麗的、亞視及無綫（已去世）。                                                                                     |
| 胡茵茵 | 電影明星出身，參演開台劇《隋唐風雲》飾演長孫無垢一角。 |
| 焦姣   | 電影明星出身，參演開台劇《隋唐風雲》飾演紅拂女一角。 |
| 湯錦棠 | 曾以"馬力"之名演出功夫電影出身，加入佳視《射鵰》飾演馬鈺道長及《神鵰俠侶》的尼摩星。其後轉投麗的及亞視。                                                                       |
| 林偉圖 | 邵氏演員出身，曾演出許冠文主演之邵氏電影《大軍閥》，加盟佳視曾演出《大魚食細魚》等劇，其後轉投無綫演出《大亨》及《陸小鳳》等劇（移民美國三藩市）。                             |
| 梁少荻 | 邵氏特約演員出身，曾演出佳視《碧血劍》及《白髮魔女傳》等劇，後轉到麗的及無綫擔任配角至2000年代，現已息影。                                                                     |
| 邱明   | 邵氏演員出身，曾演出佳視《碧血劍》及《流星蝴蝶劍》等劇，現已息影。 |
| 凌漢   | 邵氏特約演員出身，一口外省音，曾演出佳視《射鵰》飾演鐵木真一角，後先加入麗的後長期在無綫演出看更及老人角色。                                                                   |
| 凌漢   | 電影小生出身，外型俊朗，曾演出佳視《射鵰》飾拖雷王子一角及《神鵰》中拖雷之子忽必烈一角。                                                                                       |
| 尹發   | 龍虎武師出身，加入佳視《射鵰》飾演靈智上人一角，後轉回影壇繼續担任龍虎武師。                                                                                                   |
| 陳少龍 | 龍虎武師出身，加入佳視後以《白髮魔女傳》飾演耿紹南一角戲份最重，後轉回電影界擔任武術指導及演員。                                                                               |
| 梁小熊 | 龍虎武師出身，加入佳視後以武打劇演員為主，後轉回電影界擔任武術指導。 |
| 羅強   | 邵氏公司龍虎武師出身，加入佳視後以武打劇演員為主，後轉到無綫擔任武術指導。 |
| 梁尚雲 | 邵氏公司龍虎武師出身，加入佳視後以武打劇演員為主，後轉回電影演員。 |

### 其他演員
| 演員   | 簡介 |
| ------ | --- |
| 余安安 | 廣告演員出身，1976年加入無綫，演出鄭少秋版《書劍恩仇錄》香香公主一角成名，後轉投佳視，再轉投亞視。 |
| 丁櫻   | 電懋影業公司出身，拍攝不少粵語及國語電影。60年代擔任播音員。丁櫻在佳藝電視的《神鵰俠侶》中飾演林朝英，其後轉投麗的及亞視。她現在已淡出演藝事業。                                                                         |
| 金剛   | 原為播音員，加入佳視參演很多劇集，現為商台《18樓C座》聲演周老闆而聞名。 |
| 金貴   | 金剛之弟，原為播音員，加入佳視參演很多劇集。（已去世） |
| 鮑漢琳 | 話劇演員及導演出身，六十年代時已經開始投身影壇。1975年以藝人身分加入無線電視，其後他先在佳藝電視演出，參演開台劇《隋唐風雲》飾演李淵一角，佳視倒閉後轉投麗的電視、亞視及無綫電視，其後轉職電影界。2007年於英國倫敦病逝。 |
| 黃錦燊 | 只參演過佳視《名流情史》一劇，如何投身娛樂圈不明，加入演藝圈之前曾在美國擔任藥劑師。進入演藝圈之後又在拍戲之餘攻讀法律課程並取得大律師資格，他在2018年復出參演無綫電視劇集《多功能老婆》。                               |
| 簡而清 | 文化界才子，作家、馬評人、 廣播人，曾在佳視担任顧問，並客串《射鵰》中陳玄風一角。（已去世） |
| 方駿釗 | 後轉投亞洲電視、重回無綫電視至今。 |
| 潘嘉德 | 後重回無綫電視、其後轉投亞洲電視，又再度重返無綫電視。 |
| 盧雄   | 後任職自由身的配音員（已去世） |